# Bitwa pod Meçad (1465)
Bitwa pod Meçad (alb. Beteja e dytë e Mexhadit) – bitwa stoczona w czerwcu 1465 między wojskami osmańskimi pod dowództwem Ballabana Badery i Albańczykami, dowodzonymi przez Skanderbega.

## Geneza bitwy
Ballaban Badera, sandżakbej pochodzenia albańskiego, sprawujący władzę w sandżaku ochrydzkim należał do faworytów sułtana Mehmeda II. Z osobą Badery sułtan wiązał nadzieje na zakończenie wojny ze Skanderbegiem i opanowanie ziem albańskich. W czerwcu 1465 Ballaban stanął na czele 18-tysięcznej armii osmańskiej, która miała dokonać inwazji Albanii. Ballaban liczył na to, że jako Albańczyk zdoła znaczną część swoich rodaków przeciągnąć na stronę osmańską i osłabić armię Skanderbega. Chcąc zakończyć jak najszybciej kampanię, planował opanowanie przez zaskoczenie obozu Skanderbega i wzięcie go do niewoli.

## Przebieg bitwy
Ballaban zdobył informacje, że Skanderbeg przebywa w osadzie Meçad, k. Oranika, gdzie zamierzał schwytać go w pułapkę. Ostrzeżony w porę Skanderbeg opuścił Meçad i udał się na północ. Wierne mu oddziały rozpoczęły manewr okrążania jednostek Ballabana, kiedy ten przygotowywał się do ataku na Meçad. Główną rolę w ataku na zaskoczone obrotem wydarzeń wojska osmańskie odegrała jazda Skanderbega, wspierana przez oddział ochotników z państw włoskich.

## Skutki bitwy
Albańczycy odnieśli pełny sukces w bitwie, zdobyli także flagę osmańską. Ballaban uciekł z miejsca bitwy i dotarł do Stambułu, gdzie sułtan Mehmed powierzył mu kolejną armię, złożoną z 20 tysięcy żołnierzy. Także i ta armia w lipcu 1465 została rozbita przez Albańczyków. W kolejnym roku główne siły osmańskie ruszyły na Albanię, docierając do Kruji – stolicy Skanderbega.